# Emmanuel Adebayor
Sheyi Emmanuel Adebayor, né le 26 février 1984 à Lomé (Togo), est un footballeur international togolais évoluant durant sa carrière professionnelle au poste d'attaquant.
Il est également consultant sportif pour la chaîne New World TV et ambassadeur de la Confédération Africaine de Football (CAF).

## Parcours en club

### De Metz à Monaco
Emmanuel Adebayor fait ses débuts en junior au Togo au sein du club de son quartier, le Sporting Club de Lomé à Nyékonakpoé. Très tôt, il part en formation en France au FC Metz. En juin 2001, il permet à son club de remporter le championnat de France des moins de 17 ans face aux Girondins de Bordeaux (2-1) en marquant le second but grenat.
Lancé à dix-sept ans en CDF par Albert Cartier le 17 novembre 2001 contre le FC Sochaux, c'est pourtant Gilbert Gress qui le titularise en Ligue 1 et qu'il émerge vraiment, où, lors de la saison 2002-2003, il inscrit treize buts. Le FC Metz remonte en première division mais doit laisser partir le joueur pour des raisons financières. Ce dernier, malgré des contacts en Angleterre, rejoint l'AS Monaco. Il passe deux saisons et demie dans la principauté.
Lors de sa première saison à Monaco, il est barré par Dado Pršo et Fernando Morientes, ce qui ne lui laisse que très peu de temps de jeu. Il inscrit huit buts mais on lui reproche son manque d'efficacité à la concrétisation. Il ne se montre guère plus prolifique la saison suivante, où il inscrit neuf buts en championnat et deux en Ligue des champions. Toutefois, ses qualités techniques et sa mobilité lui permettent de jouer davantage au sein d'une équipe moins performante en Ligue 1, et délestée de ses fers de lance de la saison précédente.
Lors de ses six derniers mois à Monaco, Adebayor ne marque qu'un but en championnat mais délivre quelques passes décisives, complétant son jeu. En janvier 2006, il part pour l'Angleterre, à Arsenal, où Arsène Wenger apprécie beaucoup ses qualités.

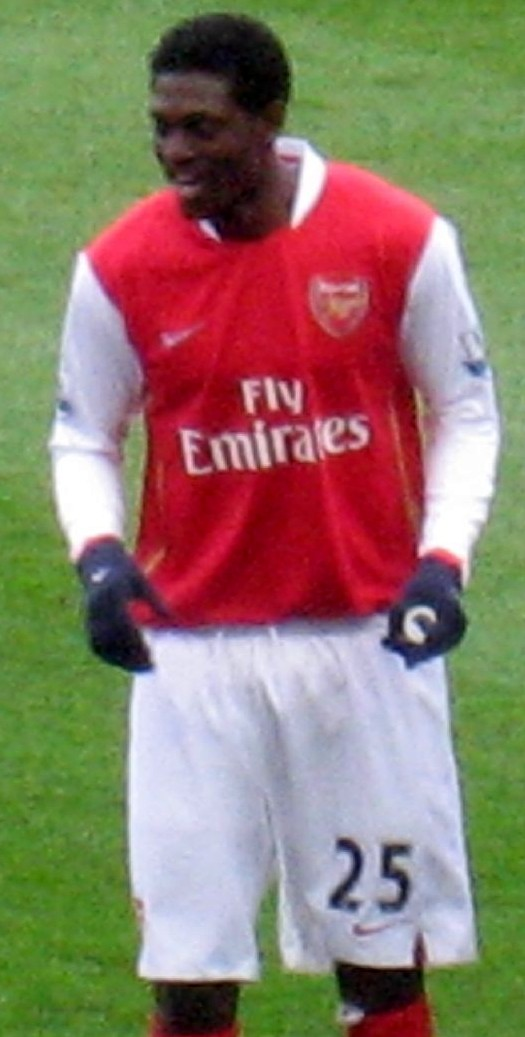
Adebayor à Arsenal en 2008.

### Arsenal
Arrivé a Arsenal pour 3 M£, Adebayor ne tarde pas à s'imposer au sein de l'effectif des Gunners. Le 17 septembre 2006, il inscrit le but de la victoire face à Manchester United, ce qui constitue la première victoire de la saison pour les Londoniens.
Le 22 septembre 2007, il inscrit son premier triplé sous le maillot d'Arsenal face à Derby County qui est également le premier hat-trick réalisé dans le nouveau stade de son club, l'Emirates Stadium.
Le 7 avril 2009, il inscrit un but exceptionnel face à Villarreal en Ligue des champions. Alors que Villarreal mène 1 à 0, après une longue passe aérienne de Cesc Fàbregas, Adebayor, dos au but et légèrement excentré sur la gauche à l'entrée de la surface de réparation, contrôle le ballon de la poitrine et enchaîne un retourné acrobatique qui finit au fond des filets de Diego Lopez.

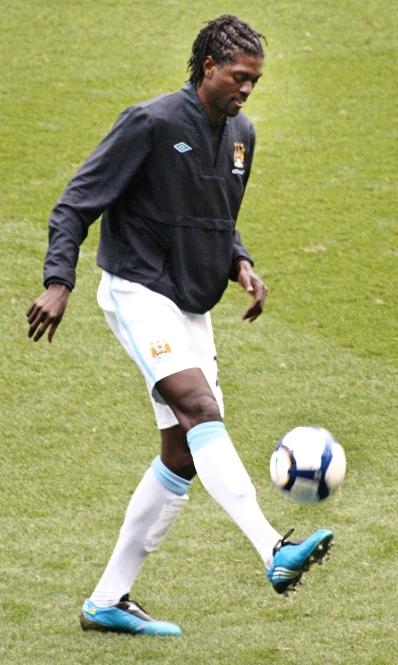
Adebayor à Manchester City en 2009.

### Manchester City
Le 18 juillet 2009, Emmanuel Adebayor signe un contrat de cinq ans en faveur de Manchester City, pour un transfert évalué à 29 millions d'euros. Son salaire mensuel s'élève à 700 000 euros.
Le 15 août 2009, lors de la première journée de Premier League, Emmanuel Adebayor joue son premier match officiel avec le club mancunien face aux Blackburn Rovers, où il inscrit son premier but dès la deuxième minute. Le 12 septembre de la même année, il joue contre son ancien club Arsenal, marque et se dirige vers les supporters des Gunners pour aller fêter son but afin de les narguer. Il reçoit divers objets comme des tabourets, des sièges et des bouteilles en réponse à cette provocation. Plus tard dans le match, il donne volontairement un coup de pied à Robin van Persie qui termine la rencontre avec un énorme pansement sur la joue ainsi qu'une gifle sur Alexandre Song, ce qui entraîne une enquête de la fédération anglaise qui le suspendra pour trois matchs dont celui contre Manchester United.
Adebayor réalise dans l'ensemble une saison 2009-2010 correcte, marquant 14 buts en 26 matchs de championnat mais sa saison a été difficile à cause des blessures, des suspensions, et incident qui s'est produit en Angola lors de la CAN 2010.
La saison 2010-2011 commence difficilement pour le joueur togolais, puisque Roberto Mancini change de système et lui préfère l'Argentin Carlos Tévez en pointe de l'attaque. Mais Adebayor retrouve du temps de jeu en Ligue Europa et devient le premier joueur de Manchester City à mettre un triplé dans cette compétition, face au Lech Poznań.

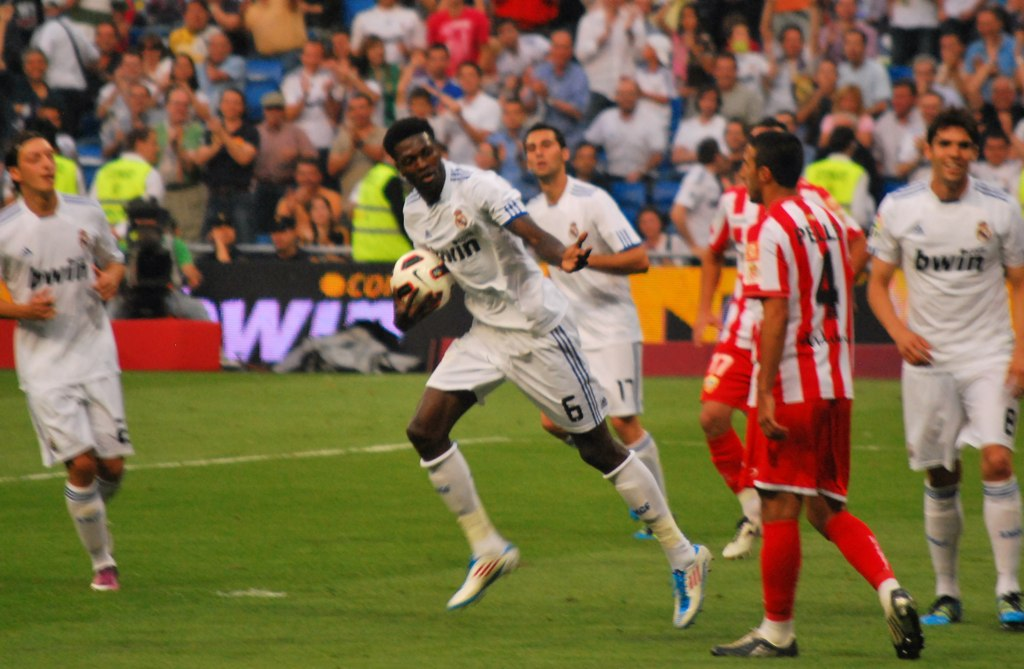
Adebayor au Real Madrid en 2011.

### Real Madrid
Le 25 janvier 2011, Emmanuel Adebayor rejoint le Real Madrid malgré le forcing de son ancien club, l'AS Monaco, qui a tout tenté pour le récupérer. Le Real Madrid, qui souhaitait prioritairement faire venir Ruud van Nistelrooy, annonce sur son site internet le prêt du Togolais jusqu'à la fin de la saison avec option d'achat. Selon Marca, l'option d'achat s'élèverait à 15 millions d'euros. Lors de sa première conférence de presse, Adebayor dit qu'il n'est pas venu pour chasser Karim Benzema du Real. Adebayor joue son premier match lors de la 21e journée de Liga contre Osasuna, le 30 janvier 2011, en tant que remplaçant. Trois jours plus tard, il marque son premier but sous le maillot merengue et le Real s'impose 2-0 contre Séville en Coupe du Roi. Lors de la 22e journée de Liga, il est titularisé par José Mourinho et marque son premier but en championnat espagnol. Il inscrit son premier triplé face à Almeria lors de la dernière journée de championnat (score final 8-1). À l'issue de la saison, le Real ne lève pas l'option d'achat et Emmanuel Adebayor est de retour à Manchester.

### Tottenham Hotspur
« Les supporters d'Arsenal le détestent, donc les nôtres vont l'adorer. »

— Harry Redknapp, le 18 août 2011.

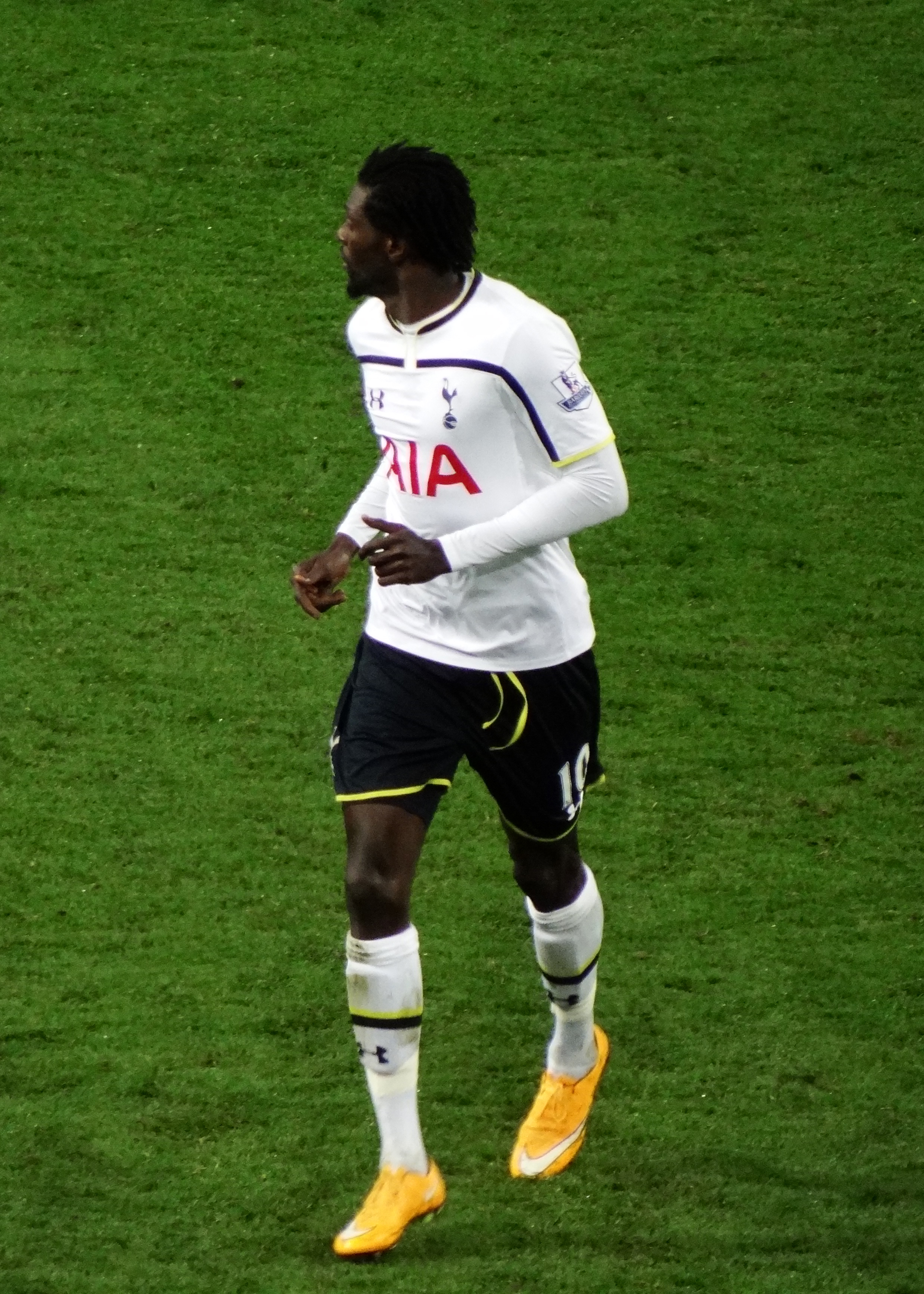
Adebayor avec Tottenham en 2014.

C'est ainsi que son nouvel entraîneur l'accueille à Tottenham, prêt qui est officialisé le 25 août 2011. Il prend part à 37 matchs et marque 18 buts toutes compétitions confondues tout au long de la saison. À la suite de ces statistiques satisfaisantes, le club londonien annonce qu'Adebayor signe un contrat de trois ans en sa faveur le 21 août 2012,.
Sa deuxième saison londonienne est bien moins prolifique puisqu'il n'inscrit que 8 buts en 34 rencontres. Victime de l'explosion de Gareth Bale et de la concurrence avec Jermain Defoe, Adebayor ne joue que 25 matchs en Championnat pour 5 buts. À la fin de la saison, et avec les arrivées d'Erik Lamela et de Roberto Soldado, Emmanuel Adebayor voit ses dirigeants lui chercher un nouveau point de chute, même si Tottenham venait de vendre Gareth Bale au Real Madrid.
Avec l'arrivée d'André Villas-Boas à la tête des Spurs, Adebayor se retrouve indésirable malgré une apparition fin novembre lors de la déculottée encaissée par les siens face à Manchester City (6-0). Il faut attendre le licenciement du Portugais et l'arrivée de son remplaçant Tim Sherwood en décembre 2013 pour revoir Adebayor parmi les pros. Sherwood a bien senti le coup puisque pour son premier match depuis sa mise à l'écart, Adebayor s'offre un doublé contre Southampton lors de la 17e journée (victoire 2-3) avant de marquer une nouvelle fois face à Manchester United pour une victoire à Old Trafford, 1-2. Depuis, le Togolais continue de marquer avec un total de huit buts en 11 apparitions (sous l'ère Sherwood). Le 27 février 2014, alors que son équipe a perdu 1-0 face au Dnipropetrovsk en seizièmes de finale aller de la Ligue Europa, Adebayor inscrit les deux buts qui qualifient son équipe au retour (3-1).

### Crystal Palace
Le 26 janvier 2016, il s'engage pour une durée de six mois avec le club anglais de première division de Crystal Palace,.

### Départ en Turquie
En septembre 2016, alors qu'il est sans club depuis son départ de Crystal Palace, il est pressenti pour signer à l'Olympique lyonnais mais le club renonce finalement à l'engager.
Le 31 janvier 2017, libre depuis son départ de Crystal Palace, l'international togolais s'engage avec le club turc du İstanbul Başakşehir pour une durée de 18 mois, soit jusqu'en juin 2018.
Le 26 août 2019, Adebayor signe au Kayserispor pour une saison.
Début décembre 2019, Adebayor résilie son contrat en raison de la situation financière difficile du club.

### Aventure au Paraguay
Le 11 février 2020, il s'engage en faveur du Club Olimpia au Paraguay, où il retrouve son ancien coéquipier à Manchester City, Roque Santa Cruz.
Le 1er juillet 2020, après seulement quatre matchs joués, son contrat avec le Club Olimpia est résilié d'un commun accord.
Adebayor officialise sa fin de carrière professionnelle le 20 mars 2023.

## Parcours en équipe nationale

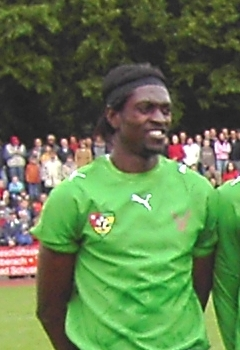
Emmanuel Adebayor avec le Togo.

Adebayor participe à la Coupe du monde 2006. Il joue les trois matchs sans marquer de but.
Il ne participe pas à la Coupe d'Afrique des Nations 2010, à cause de la fusillade dont a été victime le bus de la sélection togolaise, dans laquelle deux membres de la délégation perdent la vie, lors de son arrivée en Angola dans l'enclave de Cabinda.

« Suite aux événements tragiques intervenus en janvier lors de la Coupe d'Afrique des Nations, lors desquels deux de mes compatriotes ont été tués par des terroristes en Angola, j'ai pris la décision très difficile de prendre ma retraite internationale. [...] Je suis toujours hanté par les événements dont j'ai été témoin lors de cet horrible après-midi dans le bus de l'équipe du Togo. C'est un moment que je n'oublierai jamais et que je ne veux plus jamais revivre. »

— Emmanuel Adebayor, le 12 avril 2010.
C'est par ces mots que l'attaquant annonce sa retraite internationale le 12 avril 2010, toujours marqué par ces événements.
Finalement, après plusieurs négociations, il accepte de revenir en sélection et rejoue face à la Guinée-Bissau, le 15 novembre 2011, lors d'un match comptant pour les éliminatoires de la coupe du monde 2014 (victoire du Togo 1-0).

## Statistiques
| Saison                | Club                     | Championnat           | Championnat | Championnat | Coupe(s) nationale(s) | Coupe(s) nationale(s) | Compétition(s) continentale(s) | Compétition(s) continentale(s) | Compétition(s) continentale(s) | Total | Total |
| Saison                | Club                     | Division              | M.          | B.          | M.                    | B.                    | Comp.                          | M.                             | B.                             | M.    | B.    |
| 2001-2002             | FC Metz                  | Division 1            | 10          | 2           | 1                     | 0                     | -                              | -                              | -                              | 11    | 2     |
| 2002-2003             | FC Metz                  | Ligue 2               | 34          | 13          | 6                     | 2                     | -                              | -                              | -                              | 40    | 15    |
| Sous-total            | Sous-total               | Sous-total            | 44          | 15          | 7                     | 2                     | -                              | -                              | -                              | 51    | 17    |
| 2003-2004             | AS Monaco                | Ligue 1               | 31          | 8           | 4                     | 0                     | C1                             | 9                              | 0                              | 44    | 8     |
| 2004-2005             | AS Monaco                | Ligue 1               | 34          | 9           | 6                     | 3                     | C1                             | 10                             | 2                              | 50    | 14    |
| 2005-2006             | AS Monaco                | Ligue 1               | 13          | 1           | 1                     | 0                     | C1+C3                          | 2+5                            | 0+3                            | 21    | 4     |
| Sous-total            | Sous-total               | Sous-total            | 78          | 18          | 11                    | 3                     | -                              | 26                             | 5                              | 115   | 26    |
| 2005-2006             | Arsenal                  | Premier League        | 13          | 4           | 0                     | 0                     | -                              | -                              | -                              | 13    | 4     |
| 2006-2007             | Arsenal                  | Premier League        | 29          | 8           | 7                     | 4                     | C1                             | 8                              | 0                              | 44    | 12    |
| 2007-2008             | Arsenal                  | Premier League        | 36          | 24          | 3                     | 3                     | C1                             | 9                              | 3                              | 48    | 30    |
| 2008-2009             | Arsenal                  | Premier League        | 26          | 10          | 2                     | 0                     | C1                             | 9                              | 6                              | 37    | 16    |
| Sous-total            | Sous-total               | Sous-total            | 104         | 46          | 12                    | 7                     | -                              | 26                             | 9                              | 142   | 62    |
| 2009-2010             | Manchester City          | Premier League        | 26          | 14          | 5                     | 0                     | -                              | -                              | -                              | 31    | 14    |
| 2010-2011             | Manchester City          | Premier League        | 8           | 1           | -                     | -                     | C3                             | 6                              | 4                              | 14    | 5     |
| Sous-total            | Sous-total               | Sous-total            | 34          | 15          | 5                     | 0                     | -                              | 6                              | 4                              | 45    | 19    |
| 2010-2011             | Real Madrid (prêt)       | Liga                  | 14          | 5           | 2                     | 1                     | C1                             | 6                              | 2                              | 22    | 8     |
| Sous-total            | Sous-total               | Sous-total            | 14          | 5           | 2                     | 1                     | -                              | 6                              | 2                              | 22    | 8     |
| 2011-2012             | Tottenham Hotspur (prêt) | Premier League        | 33          | 17          | 4                     | 1                     | -                              | -                              | -                              | 37    | 18    |
| 2012-2013             | Tottenham Hotspur        | Premier League        | 25          | 5           | 1                     | 0                     | C3                             | 8                              | 3                              | 34    | 8     |
| 2013-2014             | Tottenham Hotspur        | Premier League        | 21          | 11          | 2                     | 1                     | C3                             | 2                              | 2                              | 25    | 14    |
| 2014-2015             | Tottenham Hotspur        | Premier League        | 13          | 2           | 2                     | 0                     | C3                             | 2                              | 0                              | 17    | 2     |
| Sous-total            | Sous-total               | Sous-total            | 92          | 35          | 9                     | 2                     | -                              | 12                             | 5                              | 113   | 42    |
| 2015-2016             | Crystal Palace           | Premier League        | 12          | 6           | 3                     | 0                     | -                              | -                              | -                              | 15    | 6     |
| Sous-total            | Sous-total               | Sous-total            | 12          | 6           | 3                     | 0                     | -                              | -                              | -                              | 15    | 6     |
| 2016-2017             | Istanbul Başakşehir      | Süper Lig             | 11          | 6           | 5                     | 1                     | -                              | -                              | -                              | 16    | 7     |
| 2017-2018             | Istanbul Başakşehir      | Süper Lig             | 30          | 15          | 1                     | 1                     | C1+C3                          | 4+1                            | 1+0                            | 36    | 17    |
| 2018-2019             | Istanbul Başakşehir      | Süper Lig             | 19          | 3           | 4                     | 1                     | C3                             | 1                              | 0                              | 24    | 4     |
| Sous-total            | Sous-total               | Sous-total            | 60          | 24          | 10                    | 3                     | -                              | 6                              | 1                              | 76    | 28    |
| 2019-2020             | Kayserispor              | Süper Lig             | 8           | 2           | 0                     | 0                     | -                              | -                              | -                              | 8     | 2     |
| Sous-total            | Sous-total               | Sous-total            | 8           | 2           | 0                     | 0                     | -                              | -                              | -                              | 8     | 2     |
| 2020                  | Club Olimpia             | Primera División      | 4           | 2           | -                     | -                     | CL                             | 2                              | 1                              | 6     | 3     |
| Sous-total            | Sous-total               | Sous-total            | 4           | 2           | -                     | -                     | -                              | 2                              | 1                              | 6     | 3     |
| Total sur la carrière | Total sur la carrière    | Total sur la carrière | 450         | 168         | 59                    | 18                    | -                              | 84                             | 27                             | 593   | 213   |

## Palmarès

### En club
- AS Monaco
  - Finaliste de la Ligue des champions en 2004.

- Arsenal
  - Finaliste de la League Cup en 2007.
- Real Madrid
  - Vainqueur de la Coupe d'Espagne en 2011.
- İstanbul Başakşehir FK
  - Finaliste de la Coupe de Turquie en 2017
  - Vice-champion de Turquie en 2017 et 2019
- Club Olimpia 
  - Vainqueur du Championnat du Paraguay en 2020.

### Distinctions personnelles
- 12e au Ballon d'or en 2008.
- Élu joueur africain de l'année en 2008.
- Élu Footballeur africain de l'année en 2007.
- Prix de la CAF du XI Africain 2008.
- Meilleur buteur des éliminatoires CAN/Mondial 2006 (Zone Afrique)[27].
- Prix spécial de l'esprit patriotique lors des Togo Football Awards en 2004 .
- Ambassadeur itinérant Programme commun des Nations unies sur le VIH/sida (ONUSIDA) en 2009.
- Membre de l'équipe type du Championnat d'Angleterre en 2008.
- Une rue de Lomé porte son nom[22].